# 郝家俊
郝家俊（1908年—1988年），男，直隶（今河北）安新人，中国太极拳家，曾任中国武术协会委员。

## 家庭
父亲郝恩光。